# Côte nord-ouest de Cadix
La Côte nord-ouest de Cadix (en espagnol : Costa Noroeste de Cádiz) est l'une des six comarques de la province de Cadix (communauté autonome d'Andalousie), dans le sud de l'Espagne.
Elle comprend quatre communes : Sanlúcar de Barrameda, et Trebujena, Chipiona et Rota.

## Géographie
Elle est limitrophe des comarques de la Baie de Cadix et de la Campiña de Jerez et de la province de Séville (comarque du Bas Guadalquivir). Elle est séparée à l'ouest de la province de Huelva (comarque de El Condado) par le Guadalquivir. Enfin, elle est bordée au sud par l'Océan Atlantique.
Une partie du territoire des communes de Trebujena et Sanlúcar s'étendent sur les Marais du Guadalquivir (la Marisma). Le site du Pinède de la Algaida-Marais de Bonanza appartient au Parc naturel de Doñana, qui jouxte le Parc national homonyme, lequel jouit d'un degré de protection supérieur.

## Administration
Dans le domaine de l'intercommunalité, les quatre communes de la comarque se répartissent sur deux mancomunidades différentes. Trebujena, Sanlúcar et Chipiona appartiennent à la Mancomunidad du Bas Guadalquivir, qui regroupe, outre ces trois communes, huit municipalités de la comarque du Bas Guadalquivir dans la province de Séville. Rota est pour sa part membre de la Mancomunidad de la Baie de Cadix.
On retrouve cette dichotomie sur le plan judiciaire. Trebujena et Chipiona relève du partido judicial n°6 de la province, dont Sanlúcar est le siège. Rota constitue à elle seule le partido judicial n°11.
Pour les affaires religieuses, les quatre municipalités sont du ressort du diocèse d'Asidonia-Jerez, suffragant de l'archevêque de Séville.

## Histoire
Ces villes et leur territoire relevaient du royaume de Séville, et étaient placés sous l'autorité de la Maison de Medina Sidonia. Plus tard, Chipiona et Rota intégrèrent le domaine des Ducs de Medinaceli. Ces terres correspondent presque exactement à la seigneurie de Sanlúcar.

## Source
- (es) Cet article est partiellement ou en totalité issu de l’article de Wikipédia en espagnol intitulé « Costa Noroeste de Cádiz » (voir la liste des auteurs).